# Rowerownia

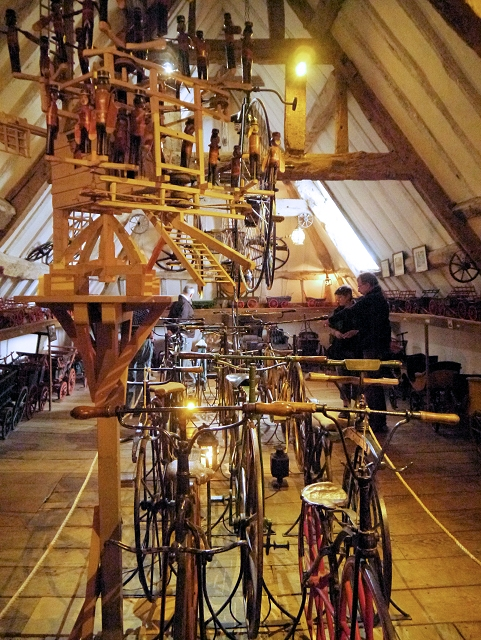

Rowerownia – infrastruktura przeznaczona do parkowania roweru, zwykle długoterminowego; Najczęściej zadaszona przestrzeń z uchwytami na rower, wieszakami rowerowymi lub stojakami rowerowymi lub innymi elementami montowania, czasem boksami; Przestrzeń / pomieszczenie w budynku, które zostały przeznaczone w rowery pracowników lub mieszkańców. 